# YouNow
YouNow (en français : « Toi Maintenant ») est un service d'hébergement de vidéos de l'entreprise américaine YouNow Inc. qui a son siège a New York. Les utilisateurs peuvent regarder, apprécier et faire des livestreams. L'inscription est gratuite.
YouNow est surtout populaire entre les jeunes, qui veulent faire, regarder et apprécier des streams.

## Historique
Le site est créé par Adi Sideman en septembre 2011. Il gagne en popularité surtout en 2014 et 2015.
Il crée alors la possibilité pour des clients diffuseurs de gagner des récompenses.
En 2017, il perd de l'audience face à des comcurrents comme Twitch et Live.me.
En 2019, afin de reconquérir de l'audience, YouNow développe des fonctionnalités similaires à ses concurrents, notamment la diffusion en haute résolution, l'affectation de modérateurs et la possibilité d'avoir plusieurs invités diffusés simultanément.
En 2021, Younow est toujours listé dans les 14 principales plateformes mondiales d'amusement par Precision Reports.